# Мерш (комуна)
Мерш (люксемб. Miersch, фр. Mersch, нім. Mersch) — комуна Люксембургу. Входить до складу кантону Мерш в окрузі Люксембург.

## Географія
Площа території комуни складає 49,74 км² (5-е місце за цим показником серед 116 комун Люксембургу).
Висота найвищої точки комуни над рівнем моря становить 428 метрів (36-е місце за цим показником серед комун країни), найнижчої — 208 метрів (32-е місце).

## Демографія
Станом на 2011 рік на території комуни мешкало 7 848 осіб.
Динаміка чисельності населення:

## Адміністративний поділ
До складу комуни входять такі поселення:
| Поселення | Населення за даними переписів: | Населення за даними переписів: | Населення за даними переписів: |
| Поселення | на 31.03.1981                  | на 01.03.1991                  | на 15.02.2001                  |
| --------- | ------------------------------ | ------------------------------ | ------------------------------ |
| Берінген  | 713                            | 782                            | 930                            |
| Ессінген  | н/д                            | н/д                            | 17                             |
| Мерш      | 2 286                          | 2 854                          | 3 345                          |
| Месдорф   | 268                            | 290                            | 335                            |
| Петтінген | н/д                            | н/д                            | 197                            |
| Реканж    | 520                            | 564                            | 587                            |
| Роллінген | 706                            | 1 091                          | 1 393                          |
| Шенфельс  | 142                            | 172                            | 208                            |